# هری کلاینر
هری کلاینر (انگلیسی: Harry Kleiner؛ ۱۰ سپتامبر ۱۹۱۶ – ۱۷ اکتبر ۲۰۰۷)؛ یک فیلم‌نامه‌نویس و تهیه‌کنندهٔ اهل ایالات متحده آمریکا بود. او برای فیلم‌هایش در فاکس قرن بیستم شناخته شده است.

## برگزیده فیلم‌شناسی
- آسمان قرمز مونتانا (۱۹۵۲)
- کانگورو (۱۹۵۲)
- سالومه (۱۹۵۳)
- میس سیدی تامسون (۱۹۵۳)
- کارمن جونز (۱۹۵۴)
- خانه بامبو (۱۹۵۵)
- مردان خشن (۱۹۵۵)
- گریه سخت (۱۹۵۷) - بعلاوه تهیه‌کننده
- ایستگاه اتوبوس (۱۹۶۲) (مجموعهٔ تلویزیونی)
- ویرجینیایی (۱۹۶۵) (مجموعهٔ تلویزیونی)
- سفر دریایی خارق‌العاده (۱۹۶۶)
- بولیت (۱۹۶۸)
- لو مان (۱۹۷۲)
- داغ سرخ (۱۹۸۸)